# سه قلعه مدرسه
بنای سه قلعه مدرسه مربوط به سده‌های متاخر دوران‌های تاریخی پس از اسلام است و در شهرستان ایذه، بخش مرکزی، دهستان حومه شرقی، روستای قلعه مدرسه واقع شده و این اثر در تاریخ ۲۶ اسفند ۱۳۸۷ با شمارهٔ ثبت ۲۵۹۸۵ به‌عنوان یکی از آثار ملی ایران به ثبت رسیده است.